# MTV Unplugged (альбом Alice in Chains)
MTV Unplugged — концертный альбом американской рок-группы Alice in Chains, выпущенный в 1996 году.
Альбом содержит запись выступления Alice in Chains для телевизионного шоу MTV Unplugged, в котором музыканты исполняют песни на акустических инструментах. Концерт стал первым для сиэтлской группы за два с половиной года, в течение которых вокалист Лейн Стейли лечился от наркозависимости.
Запись программы состоялась 10 апреля 1996 года в театре Бруклинской музыкальной академии. Несмотря на болезненное состояние Лейна Стейли и пищевое отравление гитариста Джерри Кантрелла, выступление прошло успешно. Alice in Chains исполнили акустические версии ранее известных композиций, а также новую песню «Killer is Me».
Эпизод MTV Unplugged с участием Alice in Chains был показан по телевидению 28 мая 1996 года. Альбом вышел 17 июля, дебютировав на третьем месте в чарте Billboard. В поддержку пластинки вышли синглы «Would?» и «Over Now», видеозапись концерта была выпущена на DVD.
Как позже выяснилось, концерт для MTV стал одним из последних для Лейна Стейли. Через несколько месяцев вокалист был госпитализирован из-за передозировки наркотиков, после чего прекратил выступления и стал вести затворнический образ жизни. В 2002 году Стейли был найден мёртвым в своём доме; смерть наступила из-за передозировки героина и кокаина.
Получив сдержанные критические отзывы сразу после выхода пластинки, по прошествии времени запись обрела статус культового концертного альбома, став одним из наиболее ярких моментов в истории группы.

## Предыстория
— Я должен сказать, что это наше лучшее выступление за три года.
— Лейн, это наше единственное выступление за три года.
— Ну, оно всё равно лучшее.Диалог Лейна Стейли и Джерри Кантрелла
перед песней «Would?»
В 1996 году попасть на живой концерт Alice in Chains было практически невозможно. Группа, входящая в «большую четвёрку» гранжа, не выступала в течение долгого времени. Концерт должен был стать первым за два с половиной года, на протяжении которых группа отменяла намеченные выступления и гастроли в связи с лечением Лейна Стэйли от наркозависимости, реабилитацией и последовавшей депрессией. Героиновая зависимость вокалиста сделала невозможным даже продвижение выпущенного Alice in Chains в 1995 году одноимённого альбома. В отсутствие совместных выступлений лидеры группы принимали участие в сторонних проектах: например, Стэйли присоединился к супергруппе Mad Season, а гитарист Джерри Кантрелл записал сольную песню «Leave Me Alone», ставшую саундтреком для фильма с участием Джима Керри «Кабельщик».
На момент записи альбома телевизионная программа MTV Unplugged существовала на протяжении шести лет. Формат шоу предоставлял рок-группам возможность испытать себя, сыграв в обстановке, свободной от мощных усилителей, педалей перегруза, сценических эффектов и синтетического звучания. Как было ранее продемонстрировано на примере Nirvana, Eagles, Stone Temple Pilots и Smashing Pumpkins, выступление лицом к лицу с небольшой группой поклонников без использования сложного современного оборудования превращалось в настоящую проверку композиторских и исполнительских способностей рок-музыкантов. Представители телеканала MTV в течение нескольких лет неоднократно предлагали Alice in Chains выступить в рамках акустического шоу, но получали отказ. Продюсер MTV Алекс Колетти, за плечами которого было множество отснятых эпизодов шоу, не сомневался, что группа сможет подтвердить жизнеспособность гранжа в акустическом формате:
У них есть песни, у них есть глубина, у них есть эмоции, и если их обнажить, то вы найдёте что-то внутри. Происходило что-то особенное. Были и другие гранж-группы, но те три, что решились на это [акустическое выступление] — Pearl Jam, Nirvana и Alice — были лучшими представителями той эры. И не было никаких сомнений, что эта группа [Alice in Chains] будет блистать, и ярче всего будут блистать голос Лейна и их песни.Алекс Колетти
После долгих раздумий Alice in Chains дали своё согласие на выступление. По словам Джерри Кантрелла, группа, долгое время не принимая предложение, поступила правильно. «У нас безусловно было достаточно материала, акустического и не только,» — говорил Кантрелл в интервью журналу Guitar School в августе 1996 года. «Но я рад, что мы подождали. Сейчас мы как группа намного более сплочены, чем ранее. Когда тебе предоставляется возможность, это ещё не значит, что наступило нужное время ею воспользоваться». Одним из факторов, упростивших для Alice in Chains принятие решения, было отсутствие активного концертного тура. Если бы музыканты регулярно выступали перед большим количеством зрителей, им было бы сложнее перестроиться для акустического исполнения. Кроме того, дату записи телевизионного выступления не пришлось согласовывать с плотным графиком гастролей. 
Помимо самого факта возвращения Alice in Chains после долгого перерыва, особую привлекательность для поклонников представляло то, что акустическое выступление должно было стать логическим продолжением предыдущих работ группы. В отличие от музыкантов из Nirvana, чей концерт MTV Unplugged in New York в 1993 году был скорее выходом из зоны комфорта, Alice in Chains уже выпустили ранее целый ряд акустических записей, включая Sap в 1992 и Jar of Flies в 1994 году. Таким образом, заданный MTV формат представлял собой идеальную возможность показать недавно выпущенные песни, а также упрощённые версии выпущенного ранее и привычно более тяжёлого материала. Сочетание акустического и электрического репертуара, дополненное интимной обстановкой и близостью к слушателям, позволяли группе продемонстрировать выдающееся мастерство даже в отсутствие большого количества эффектов и усилителей.

## Подготовка к концерту
Несмотря на то, что Alice in Chains считались «стадионной» группой, небольшой опыт акустических выступлений у них уже был. В 1994 году группа отыграла благотворительное шоу в Лос-Анджелесе, где исполнила четыре композиции из Sap. Это произошло ещё до выпуска акустического мини-альбома Jar of Flies, поэтому фанаты, не подготовленные к резкой смене звучания, остались разочарованы выступлением. Джерри Кантрелл переживал, сможет ли группа прозвучать хорошо во время телевизионной записи. Для того, чтобы «расширить» звук и упростить исполнение песен, Alice in Chains пригласили своего друга, гитариста Скотта Олсона из американо-канадской группы Heart. Alice in Chains и ранее сотрудничали с музыкантами этой группы с сиэтлскими корнями: в альбоме Sap одна из основательниц Heart Энн Уилсон исполняла партии бэк-вокала в песнях «Brother» и «Am I Inside».
Репетиции начались в Сиэтле и были сопряжены с рядом проблем. По словам Шона Кинни, не проходило и недели без каких-либо драматических событий, и музыканты были готовы сдаться. Подготовка проходила довольно сумбурно и хаотично, каждый музыкант появлялся в удобное ему время, а немногие совместные встречи зачастую выливались в болтовню и безделье. Тем не менее, несколько полезных репетиций всё же удалось провести. К тому моменту, как в Сиэтл прилетел Алекс Колетти, проверявший степень готовности группы, основные трудности были позади. «Я помню, что шёл [после встречи со Стэйли] и думал: „Круто, Лейн в отличной форме“. А потом я услышал как он поёт, и это… это уже был хоум-ран, это был слэм-данк», — вспоминал Колетти. В начале апреля 1996 года группа приехала в Нью-Йорк для подготовки к шоу. К репетициям в студии Sony Music Studios подключили продюсера Тоби Райта, и он также остался доволен увиденным.
В качестве площадки для съёмки выступлений MTV Unplugged был выбран театр Бруклинской музыкальной академии, известный в то время как Majectic Theater. Полукруглая форма амфитеатра как нельзя лучше подходила для акустических выступлений. Внешний вид сцены должен был соответствовать исполняемой музыке, поэтому художественный руководитель решил преднамеренно состарить помещение. Работники сцены несколько раз выстрелили в стены на сцене, чтобы создать трещины. Вручную был сделан эффект отслаивающейся краски. В целом, атмосфера мрачного старого театра с долгой историей подходила для Alice in Chains лучше, чем для многих других групп, выступавших здесь. В последний момент для украшения сцены было решено использовать лавовые лампы, что добавило неожиданную визуальную составляющую. На видеозаписи шоу заметно, что полупрозрачный парафин в лампах едва движется, подчёркивая неторопливый ход самого представления. Организаторы концерта добились такого эффекта случайно, так как просто не знали, что лампы для полноценного функционирования должны быть заблаговременно хорошо прогреты. Так как волосы солиста группы Лейна Стэйли были покрашены в розовый цвет, светотехник решил выстроить фон сцены в соответствии с этим. Во время настройки звукового оборудования и видеоаппаратуры для каждой песни была выбрана индивидуальная цветовая гамма освещения. Наличие заранее известного сет-листа, предоставленного группой MTV, помогло заблаговременно подготовить освещение.

## Концерт

### День выступления
Концерт в Бруклине был назначен на 10 апреля 1996 года. Для записи было выделено два часа — с 20:00 по 22:00, — но двери театра были открыты за час раньше. На концерте присутствовало около 400 зрителей. Выступление было сопряжено с целым рядом проблем и задержек. Для начала, Джерри Кантрелл отравился хот-догом и плохо себя чувствовал. Перед выступлением его постоянно рвало, поэтому рядом с ним прямо на сцене поставили мусорное ведро. Лейн Стэйли из-за наркотической зависимости также выглядел больным. Когда солист разговаривал в промежутках между песнями, в его голосе слышалась ощутимая слабость. По словам гитарного техника группы Рэнди Биро, перед шоу у них с Лейном началась сильнейшая ломка. Биро забыл героин и послал кого-то за дозой. Лейн же принёс с собой старую стеклянную бутылочку с пробковой крышкой, в которой находился готовый героин, и принял дозу прямо перед выступлением. В довершение всего продюсер MTV Тоби Райт, занимавшийся записью звука, находился за пределами помещения в грузовике с аппаратурой. Из-за этого Алексу Колетти, отвечающему за запись видео, приходилось постоянно выходить из помещения наружу, чтобы узнать, как прошла запись, и дать группе знать, если что-то нужно переписать. Из-за того, что Лейн, Джерри и группа в целом находились не в лучшей форме, организаторы ожидали, что в ходе выступления возникнет ещё ряд непредвиденных проблем, и были готовы к наихудшему.

### Запись программы
Программа концерта была тщательно подготовлена. Часть песен отсеялась сразу сама собой, а над некоторыми группа работала достаточно долго, пока не поняла, что в акустическом исполнении они не будут звучать достойно. В итоге Alice in Chains составили такой сет-лист, который удовлетворил бы как рядовых слушателей, так и ярых поклонников. В него вошли классические композиции, отражающие все этапы музыкального развития группы, за исключением дебютного альбома Facelift. Изначально Alice in Chains собирались сыграть песни «Love, Hate, Love» и «We Die Young» с Facelift, но в последний момент отказались от этого из-за ограничений по времени, поскольку хронометраж программы составлял всего 45 минут. Ввиду скомканной подготовки к выступлению, за исключением нескольких импровизаций, большая часть песен была отрепетирована для исполнения в строгом соответствии с альбомными партиями. Джерри Кантрелл исполнял свои партии на акустической гитаре, одновременно поддерживая замысловатые гармонии при пении на два голоса с Лейном Стэйли. Майк Айнез выжимал максимум из своего акустического баса, а барабанщик Шон Кинни поддерживал грув на барабанах и перкуссии. Дополнял звучание приглашённый специально для записи второй гитарист Скотт Олсон из Heart. Наконец, Лейн Стэйли сосредоточился на вокале, лишь в одной из песен взяв в руки гитару. Для концерта Джерри Кантрелл выбрал гитары Guild, а Майк Айнез играл на бас-гитаре Alvarez.
| Песня               | Номер дубля |
| ------------------- | ----------- |
| «Nutshell»          |             |
| «Brother»           |             |
| «No Excuses»        |             |
| «Sludge Factory»    |             |
| «Sludge Factory»    | дубль 2     |
| «Down in a Hole»    |             |
| «Down in a Hole»    | дубль 2     |
| «Angry Chair»       |             |
| «Rooster»           |             |
| «Got Me Wrong»      |             |
| «Heaven Beside You» |             |
| «Would?»            |             |
| «Frogs»             |             |
| «Over Now»          |             |
| «Killer is Me»      |             |
|                     |             |
| «Nutshell»          | дубль 2     |
| «Sludge Factory»    | дубль 3     |
| «Sludge Factory»    | дубль 4     |
| «Sludge Factory»    | дубль 5     |
| «Angry Chair»       | дубль 2     |
| «Would?»            | дубль 2     |
| «Frogs»             | дубль 2     |
| «Killer is Me»      | дубль 2     |
| «Sludge Factory»    | дубль 6     |
| «Got Me Wrong»      | дубль 2     |
| «Got Me Wrong»      | дубль 3     |
| «Got Me Wrong»      | дубль 4     |

Выступление началось с композиций, привычных слушателям именно в акустическом исполнении. Первой была исполнена «Nutshell» из мультиплатинового мини-альбома Jar of Flies, за которой последовали жутковатая «Brother» с восточными мотивами (первая по счёту песня в Sap) и ещё один хит из Jar of Flies — «No Excuses». После этого музыканты перешли к «переосмысливанию» своих тяжёлых композиций, в основном исполняя акустические версии любимых песен из альбомов Dirt и Alice in Chains. В очищенных от оригинальных аранжировок песнях «Rooster», «Down in a Hole», «Heaven Beside You» и «Would?» можно было услышать незамеченные ранее нюансы. В промежутке между песнями Джерри Кантрелл исполнил куплет песни «Gloom, Despair and Agony on Me» из телевизионного шоу Hee Haw. Выступление не могло обойтись без безусловного фаворита публики из альбома Sap — песни «Got Me Wrong», хорошо известной слушателям по саундтреку к комедии «Клерки» (1994). После исполнения песни «Over Now», которая шла двенадцатой по счёту, Лейн Стэйли поблагодарил зрителей словами: «Спасибо. Думаю, это всё». Зал неодобрительно зашумел, и группа согласилась сыграть ещё одну композицию, над которой работала на саундчеке перед концертом. Обменявшись инструментами (Олсон взял в руки бас, а Айнез — акустическую гитару), музыканты впервые исполнили песню «Killer is Me». После того, как группа исполнила все запланированные песни, было решено сделать дополнительные дубли для некоторых из них, чтобы позднее иметь возможность выбрать, какую из версий включить в альбом. Alice in Chains повторно сыграли «Nutshell», «Sludge Factory», «Angry Chair», «Would?», «Frogs», «Killer is Me» и «Got Me Wrong». В итоге запись заняла около трёх часов вместо запланированных двух.

### Особенности концерта
В версию на DVD включён момент, когда Лейн Стэйли путает первые строки «Sludge Factory». Осознав свою ошибку, вокалист тут же восклицает «Чёрт!», в то время как остальная группа невозмутимо продолжает выступление. Джерри Кантрелл успокаивает Лейна и публику словами «Нам простительно сделать несколько ошибок, прошло слишком много времени [с нашего последнего концерта]. Ребята, вы просто послушаете нас подольше». После небольшого общения со зрителями, Стэйли произносит фразу «В чём мой интерес?» (англ. «What’s my motivation here?»), которая отсылает к известной байке о звезде Голливуда, задавшей аналогичный вопрос после нескольких испорченных дублей.
По мнению Майкла Кристофера, обозревателя сайта Diffuser.fm, этот момент стал ключевым в шоу. С одной стороны, он продемонстрировал типичную для Alice in Chains смесь серьёзности и юмора, сопровождавшую группу в моменты как несущественных, так и очень тяжёлых разочарований в прошлом. С другой стороны, Стэйли был совершенно прав: в тот момент у него не было никакой мотивации; группа, выпустившая годом ранее третий альбом, дебютировавший на первом месте в чарте Billboard, не провела ни единого концерта в его поддержку.
В промежутках между песнями музыканты активно общались с публикой, шутили и подтрунивали над своим гитарным техником, поддерживая интимную атмосферу. Присутствующие могли лишь догадываться о том, с какими сложностями было сопряжено выступление. В то же время организаторы и члены команды Alice in Chains, знавшие об имевшихся проблемах, были счастливы. Композиции «Sludge Factory» и «Down in a Hole» не удалось исполнить с первого раза, и группе пришлось вступать заново. По мнению звукорежиссёра Тоби Райта, причиной нервозности Лейна могло быть то, что напротив него в зале сидели руководители Sony Music Мишель Энтони и Дон Айнер, к которым есть отсылка в тексте песни «Sludge Factory».
На выступлении присутствовали друзья музыкантов Alice in Chains из группы Metallica, которые недавно сменили стиль и коротко подстриглись. По этому случаю басист Майк Айнез написал на своей бас-гитаре «Друг не даст другу сделать короткую стрижку» (англ. Friends Don't Let Friends Get Friends Haircuts). Кроме этого, перед началом одной из композиций на записи можно услышать отрывок основного риффа из «Enter Sandman» «Металлики» в исполнении Айнеза. Позже, когда группа готовилась исполнить песню «Angry Chair», Джерри Кантрелл сыграл вступительный рифф из другой песни этого коллектива — «Battery». В 2002 году Айнез был одним из претендентов на замену ушедшего из Metallica бас-гитариста Джейсона Ньюстеда, однако выбор ветеранов группы пал на Роберта Трухильо.
Джерри Кантрелл в интервью журналу Guitarist летом 1996 года отметил: «Тяжело выбрать самую лучшую песню [из выступления]. Скажу так: мы никогда ранее не играли „Down in a Hole“ вживую, но её исполнение нам действительно удалось». Мнение музыканта поддержал Дэн Эпстайн из журнала Rolling Stone, в 2017 году включив это исполнение «Down in a Hole» в десятку выдающихся выступлений Лейна Стэйли. По словам Алекса Колетти, непризнанным героем шоу стал барабанщик Шон Кинни. Ему удалось то, от чего зависит успех шоу Unplugged: сыграть спокойно и умеренно, дав возможность другим музыкантам снизить громкость и отыграть акустический концерт. «Когда барабанщик играет, как на обычном рок-концерте, остальные тоже выкручивают свои мониторы на максимум, и задуманное красивое акустическое звучание превращается в звук дерьмовых электрогитар», — сказал продюсер.

## Выход альбома

### Выпуск телепрограммы
Черновая версия программы для MTV была готова через две недели. Лейн Стэйли ознакомился с готовым материалом и остался недоволен результатом. Казалось, что видеоряд выставляет его в наиболее невыгодном свете. Музыкант хотел избежать стигматизации, привлечения излишнего внимания к своим личным проблемам и борьбе с наркотической зависимостью. Например, несмотря на то, что во время шоу Стэйли был постоянно сосредоточенным, в видео вошли фрагменты, где он выглядел сонным и медлительным. Лейн мог сидеть с закрытыми глазами на протяжении нескольких тактов подряд, а когда он наконец начинал петь, камера переключалась на Джерри, Майка или кого-то другого. Лейн Стэйли обратился к Тоби Райту с просьбой внести изменения в видео. Райт в несколько заходов отредактировал материал, переставляя кадры местами и согласовывая каждое изменение с Лейном. Когда Стэйли, наконец, удовлетворился полученным результатом, Тоби Райт обратился к MTV с указанием отметок времени и конкретных вещей, требующих исправления. MTV пошли навстречу пожеланиям и исполнили просьбу музыканта.
Шоу было показано по телевидению 28 мая 1996 года. Альбом вышел в свет 17 июля и дебютировал на третьем месте в чарте Billboard. Среди всех альбомов серии MTV Unplugged лишь записи «Нирваны» и Рода Стюарта дебютировали на более высоких местах в рейтингах. Более того, в отличие от успеха альбома Nirvana, выпущенного уже после смерти Курта Кобейна на пике популярности группы, интерес к пластинке Alice in Chains оставался неизменно высоким с момента её выпуска. В поддержку альбома был выпущен сингл с песней «Over Now», который добрался до 4-го и 24-го места в американских рок-чартах Hot Mainstream Rock Tracks и Modern Rock Tracks соответственно, а также промосингл «Would?» — только для радиостанций. Сам альбом впоследствии получил «платиновый» статус от Американской ассоциации звукозаписывающих компаний.

### Судьба Лейна Стэйли
Несмотря на то, что акустический концерт в Бруклине прошёл успешно, было очевидно, что проблемы Стэйли со здоровьем очень серьёзны и его состояние усугубляется с каждым днём. Как и в случае с другим знаковым акустическим альбомом эпохи гранжа — «Unplugged in New York» группы Nirvana — трагические события не заставили себя долго ждать. Возобновив публичные выступления, весной 1996 года Alice in Chains ещё дважды появились на телевидении, выступив в программе Saturday Night Special и в «Позднем шоу с Дэвидом Леттерманом». Летом 1996 года Alice in Chains выступали на разогреве у Kiss на протяжении четырёх вечеров. После заключительного шоу в Канзасе 3 июля 1996 года вокалист Alice in Chains оказался в больнице из-за передозировки наркотиков. Группа в очередной раз приостановила выступления.
Как позднее выяснилось, выступление в Канзасе стало последним для Alice in Chains в этом составе. В октябре 1996 года умерла бывшая невеста Лейна Стэйли Демри Пэррот, после чего вокалист стал вести затворнический образ жизни. Джерри Кантрелл сосредоточился на записи сольного альбома. Остальные музыканты Alice in Chains ушли в длительный творческий отпуск, прерванный лишь для записи двух новых песен в 1998 году. Неподтверждённые новости о смерти Лейна Стэйли появлялись настолько часто, что это стало своеобразной городской легендой, а в сиэтлской музыкальной газете The Rocket соответствующий некролог был подготовлен ещё в конце 1990-х. Слухи стали реальностью 20 апреля 2002 года, когда Стэйли был найден мёртвым в своём доме в Сиэтле. Было установлено, что вокалист погиб вследствие передозировки героина и кокаина. Смерть наступила 5 апреля 2002 года, ровно через восемь лет после кончины Курта Кобейна.

## Отзывы критиков
| Оценки критиков      | Оценки критиков |
| Источник             | Оценка          |
| -------------------- | --------------- |
| AllMusic             | [ 36 ]          |
| Entertainment Weekly | C               |
| Rolling Stone        | [ 38 ]          |
| In Music We Trust    | [ 39 ]          |

### Критика после выхода альбома
Первоначально альбом получил смешанные оценки от музыкальных критиков. Так, Стивен Томас Эрлевайн из AllMusic сетовал: «[концерт] не предлагает ничего, чего их альбомы не предлагали раньше. Акустические аранжировки более сложных песен звучат, как что-то новенькое, а остальное — как повторы предыдущих работ, только не особо энергичные». Обозреватель журнала Rolling Stone Сэнди Масуо писала в своей рецензии: «„Unplugged“, безусловно, подтверждает эмоциональный диапазон и техническое мастерство Alice in Chains. Но ему не хватает „электричества“ во многих аспектах. Концентрированный катарсис музыки группы по-прежнему лучше всего слышен с усилителями, выкрученными до предела». Журналист издания Entertainment Weekly Том Синклер выплеснул в рецензии личные эмоциональные претензии, назвав атмосферу выступления группы «наркоманской тоской» (в таких песнях, как «Down in a Hole» и «Rooster» из альбома Dirt — «оды наркозависимости»), при этом отметив, что попытка «принарядить кислотные похоронные песнопения [группы] в блестящий акустический наряд мало что меняет». В конце обзора автор посетовал на «поганое послевкусие» после прослушивания.

С другой стороны, Пол Верна из журнала Billboard предсказал группе очередной виток популярности на MTV и попадание в плей-листы мейнстримного рока, а также отметил, что хотя в альбом попали песни, написанные в разное время, благодаря «зловещему хрипу Стэйли и напористой игре гитариста-вокалиста Кантрелла» они звучат как единое целое. Анализируя в своей статье популярность формата «Unplugged» в 1990-х, публицистка журнала Classic Rock Шан Левеллин особо отметила выступления гранжевых коллективов, написав о концерте Alice in Chains следующее: 
Как и в случае с Nirvana, «Unplugged» Alice in Chains смотреть тяжело — а слушать ещё тяжелее. Пагубное воздействие многолетней наркозависимости серьёзно сказались на их вокалисте Лейне Стэйли, и это очень заметно. Однако это не помешало команде дать превосходный (хоть и мрачноватый) концерт — они выстроили программу вокруг материала из их акустических релизов Jar of Flies и Sap. Однако самыми впечатляющими оказались песня «Rooster» из альбома «Dirt» и зловеще пророческая «Heaven Beside You» с одноимённой пластинки — учитывая тот трагический факт, что Стэйли оставалось жить на этом свете совсем недолго.
В первом выпуске онлайн-журнала In Music We Trust, вышедшем в 1997 году, альбом был рекомендован к прослушиванию всем фанатам Alice in Chains, которые ценят акустическое звучание.

### Последующее признание
Несмотря на сдержанный приём сразу после выхода, по прошествии времени запись получила признание со стороны музыкальной прессы и обрела статус культового концертного альбома. По большей части это было связано с гибелью Лейна Стэйли: критики хвалили проделанную им работу, отмечая, что вокалист дал мощное выступление, несмотря на своё физическое состояние. В статье, приуроченной к 20-летию альбома, обозреватель сайта Diffuser.fm Брендан Мэнли констатировал: «Вот что в конце концов делает [это] выступление Alice in Chains чем-то намного большим [нежели обычно]: это мимолётный момент, сохранённый навечно… документальное воспроизведение последнего вклада [в музыку] одного из величайших вокалистов нашего времени». По словам Мэнли, к смерти Стэйли привела «нисходящая спираль депрессии и употребления наркотиков, ускорившаяся в 1996, когда он [Стэйли] проводил последние концерты с группой, включая запись ставшего классическим альбома MTV Unplugged». В 2018 году популярный американский покерный комментатор и комик Джо Степлтон, во время интервью с Кантреллом заявил, что акустическое шоу Alice in Chains было «круче, чем у Nirvana». В свою очередь гитарист вспомнил свой любимый момент с этого концерта: «Нам [группе] всегда нравилось [это шоу]. Один из моих любимых моментов — реакция Лейна в конце выступления, оно было волшебным, поэтому я хорошо его запомнил. Это был один из тех вечеров, когда все очень старались, всё было действительно круто, публика была просто замечательной. […] По-моему, Лейн сказал: „Я всех вас люблю, я хочу всех вас обнять, но я не буду этого делать!“. После чего мы ушли со сцены».
Барабанщик Alice in Chains Шон Кинни заявил, что считает MTV Unplugged одной из вершин в творчестве группы: «Канал нас долго уговаривал это сделать. До самого конца все были в напряжении. Почти не было репетиций, ребята не появлялись на точке — одно и то же каждый раз. Но мы выступили, и всё сработало. И тогда я понял: „Окей, даже если мы никогда больше ничего не сделаем, я не расстроюсь. Я лучше уйду на пике [карьеры], чем буду каждый раз выкидывать свои принадлежности для приготовления наркотиков в аэропорту перед посадкой на самолёт, надеясь, что меня не арестуют“». В ходе общения с Джерри Кантреллом в феврале 2019 года барабанщик Metallica Ларс Ульрих назвал выступление «легендарным»: «Эта сессия стала одной из наиболее легендарных из всех акустических выступлений [MTV Unplugged]. Неужели дело во времени, ведь тогда все делали так? И вы, ребята — возможно, вместе с „Нирваной“ и одной-двумя другими группами — стали вишенкой на торте тех сессий для MTV».

### Наследие
Альбом занял 4-е место в списке «15 лучших эпизодов за всю историю Unplugged» по версии журнала Rolling Stone. Автор рейтинга, Энди Грин, отметил, что это выступление стало «последним великим моментом группы с Лейном Стэйли», состояние которого усугублялось тяжёлой наркотической зависимостью. Особо Грин отметил «незабываемые акустические версии» таких хитов, как «Rooster», «Down in a Hole» и «Over Now».
Зашифрованное сообщение Майка Айнеза к музыкантам группы Metallica заняло 5-е место в рейтинге газеты Houston Press «10 самых странных моментов MTV Unplugged». Загадочную фразу «Друг не даст другу сделать короткую стрижку», написанную фломастером на бас-гитаре, зрители сначала связали с наркотиками. Позже стало известно, что Айнез обращался к присутствовавшим в зале членам «Металлики», кардинально сменившим имидж. Автор рейтинга Нэйтон Смит задался вопросом: «Остаётся неясным, почему Айнез не мог сказать им напрямую, что ненавидит их причёски».
Выступление группы Alice in Chains также вошло в список «6 классических шоу MTV Unplugged» по версии радиостанции 101 WRIF. Автор статьи назвал концерт «выдающимся» и «горьковато-сладким», подчеркнув, что, несмотря на физическое состояние Стэйли и пищевое отравление Кантрелла, «своим выступлением Alice in Chains напомнили, за счёт чего они стали первой группой, которая прославилась за пределами плодовитой музыкальной сцены Сиэтла».
Американский онлайн-журнал Loudwire включил акустическую версию песни «Down in a Hole» в сборник «10 незабываемых моментов с Лейном Стэйли». Сам концерт MTV Unplugged удостоился эпитета «легендарный», а исполнение Стэйли, которого отнесли к числу наиболее влиятельных певцов своего поколения, было названо «душераздирающим».

## Список композиций
| №   | Название            | Автор(ы)                       | Перевод названия          | Длительность |
| --- | ------------------- | ------------------------------ | ------------------------- | ------------ |
| 1.  | «Nutshell»          | Кантрелл, Айнез, Кинни, Стэйли | «Ореховая скорлупа»       | 4:58         |
| 2.  | «Brother»           | Кантрелл                       | «Брат»                    | 5:27         |
| 3.  | «No Excuses»        | Кантрелл                       | «Нет оправданий»          | 4:57         |
| 4.  | «Sludge Factory»    | Кантрелл, Кинни, Стэйли        | «Фабрика грязи»           | 4:36         |
| 5.  | «Down in a Hole»    | Кантрелл                       | «На дне пропасти»         | 5:46         |
| 6.  | «Angry Chair»       | Стэйли                         | «Сердитый стул»           | 4:36         |
| 7.  | «Rooster»           | Кантрелл                       | «Задира»                  | 6:41         |
| 8.  | «Got Me Wrong»      | Кантрелл                       | «Неправильно меня поняла» | 4:59         |
| 9.  | «Heaven Beside You» | Кантрелл, Айнез                | «Небеса рядом с тобой»    | 5:38         |
| 10. | «Would?»            | Кантрелл                       | «Если бы»                 | 3:43         |
| 11. | «Frogs»             | Кантрелл, Айнез, Кинни, Стэйли | «Лягушки»                 | 7:30         |
| 12. | «Over Now»          | Кантрелл, Кинни                | «Теперь всё кончено»      | 7:12         |
| 13. | «Killer is Me»      | Кантрелл                       | «Убийца — это я»          | 5:23         |

Песни «Angry Chair», «Frogs» и «Killer is Me» были вырезаны из трансляции на MTV, но включены в изданный альбом и DVD. В аудиоверсию добавлены разговоры музыкантов с публикой в промежутках между песнями. В версии на DVD большая часть разговоров отсутствует, но, в отличие от аудиозаписи, в неё вошёл неудачный дубль во время записи песни «Sludge Factory» (общая длительность DVD-версии составляет 73 минуты).

## Участники записи
| Alice in Chains - Лейн Стэйли — вокал, акустическая гитара на «Angry Chair»; - Джерри Кантрелл — акустическая гитара, вокал; - Майк Айнез — акустическая бас-гитара, акустическая гитара на «Killer is Me»; - Шон Кинни — ударные, перкуссия. Приглашённые музыканты - Скотт Олсон — акустическая гитара; акустическая бас-гитара на «Killer is Me». | Технический персонал - Тоби Райт — продюсирование, звукозапись, сведение; - Алекс Колетти — продюсирование; - Одри Моррисси — продюсирование; - Джон Харрис — звукозапись; - Дон Си Тайлер — цифровая обработка; - Стивен Маркуссен — мастеринг; - Мэри Маурэр — арт-дирекция; - Даг Эрб — дизайн; - Дэнни Клинч — фотографирование; - Сьюзан Сильвер — менеджмент. |

## Места в хит-парадах
| Страна         | Высшая позиция |
| -------------- | -------------- |
| Австралия      | 12             |
| Австрия        | 23             |
| Великобритания | 20             |
| Германия       | 46             |
| Нидерланды     | 33             |
| Новая Зеландия | 8              |
| Норвегия       | 9              |
| США            | 3              |
| Финляндия      | 13             |
| Швейцария      | 41             |
| Швеция         | 7              |

| Год  | Песня                                          | Высшая позиция | Высшая позиция | Высшая позиция |
| Год  | Песня                                          | US Main        | US Mod         | CAN Alt        |
| ---- | ---------------------------------------------- | -------------- | -------------- | -------------- |
| 1996 | «Over Now»                                     | 4              | 24             | —              |
| 1996 | «Would?»                                       | 19             | —              | 21             |
| 1996 | «—» означает, что песня не попала в этот чарт. |                |                |                |

| Хит-парад (1996)    | Высшая позиция |
| ------------------- | -------------- |
| US Top Music Videos | 7              |